# Joan Fleming
Pour les articles homonymes, voir Fleming.
Joan Fleming, née le 27 mars 1908 à Horwich, dans le Lancashire, en Angleterre, et morte le 15 novembre 1980 à Londres, est une femme de lettres britannique, auteure de roman policier.

## Biographie
Elle fait des études à la City Literary Institute (en) et à l'université de Lausanne.
En 1949, elle publie son premier roman, Two Lovers Too Many. En 1962, elle fait paraître, When I Grow Rich, premier volume d'une série de deux romans consacrée à Nuri Iskirlak, un détective et philosophe turc. Avec ce premier titre, elle est lauréate du Gold Dagger Award. Elle obtient à nouveau cette récompense en 1970 avec Young Man, I Think You're Dying.

## Œuvre

### Romans

#### SérieNuri Iskirlak
- When I Grow Rich (1962) Publié en français sous le titre Le Porteur de loukoums, Paris, Fleuve noir, coll. « Littérature policière » no 26, 1985  (ISBN 2-265-03049-X)
- Nothing Is the Number When You Die (1965)

#### Autres romans
- Two Lovers Too Many (1949)
- A Daisy-chain for Satan (1950)
- The Gallows in my Garden (1951)
- The Man Who Looked Back (1951), aussi paru sous le titre A Cup of Cold Poison
- Polly Put the Kettle On (1952)
- The Good and the Bad (1953)
- He Ought to Be Shot (1955)
- The Deeds of Dr. Deadcert (1957), aussi paru sous le titre The Merry Widower
- Maiden's Prayer (1957)
- You Can't Believe Your Eyes (1957)
- Malice Matrimonial (1959)
- Miss Bones (1959)
- The Man From Nowhere (1960)
- In the Red (1961)
- Death of a Sardine (1963)
- The Chill and the Kill (1964)
- Midnight Hag (1966)
- No Bones About It (1967) Publié en français sous le titre L'argent n'a pas d'odeur, Paris, Fleuve noir, coll. « Littérature policière » no 17, 1984  (ISBN 2-265-02758-8)
- Hell's Belle (1968)
- Kill or Cure (1968)
- Young Man, I Think You're Dying (1970)
- Screams From a Penny Dreadful (1971)
- Grim Death and the Barrow Boys (1971), aussi paru sous le titre Be a Good Boy
- Alas! Poor Father (1972)
- Dirty Butter For Servants (1972)
- You Won't Let Me Finnish (1973)
- How to Live Dangerously (1974)
- Too Late! Too Late! The Maiden Cried (1975)
- ...To Make an Underworld (1976)
- Every Inch a Lady (1977)
- The Day of the Donkey Derby (1978)

### Nouvelles
- The Graduate (1950)
- Writer's Witch (1951)
- Gone Is Gone (1953), aussi paru sous le titre Dead and Gone Publié en français sous le titre Mort et enterré, Paris, Éditions OPTA, Mystère magazine no 276, février 1971
- Boo to a Goose (1955)
- Cat on the Trail (1963) Publié en français sous le titre Un chat sur la piste, Paris, Éditions Fayard, Le Saint détective magazine no 125, juillet 1965

## Prix et distinctions

### Prix
- Gold Dagger Award 1962 pour When I Grow Rich[1]
- Gold Dagger Award 1970 pour Young Man, I Think You're Dying[1]